# Јулисиз С. Грант
Јулисиз Симпсон Грант (енгл. Ulysses Simpson Grant; Поинт Плезант, 27. април 1822 — Маунт Макгрегор, 23. јул 1885) је био амерички војсковођа и писац познат као један од најзаслужнијих личности за победу Севера у Америчком грађанском рату, али и као 18. председник САД.
Војну академију у Вест Поинту завршио је 1843, а када је избио Амерички грађански рат ступио је у армију Севера. Убрзо је постао бригадни генерал. У марту 1864. председник Абрахам Линколн га је поставио за заповедника снага Севера. Грант је потиснуо снаге Југа и у бици код Ричмонда принудио је генерала Лија, врховног заповедника снага Југа, на капитулацију, чиме је рат завршен. 1868. и 1872. године био је изабран за председника САД.

## Детињство и младост
Јулисиз Симпсон Грант се родио као Хајрам Јулисиз Грант (енгл. Hiram Ulysses Grant), син кожара Џесија Рута Гранта (1794—1873) и његове супруге Хане Симпсон (1798—1883). Његови родитељи су се били доселили у Охајо из Пенсилваније. Године 1823. су се из Поинт Плезанта преселили у Џорџтаун, у округу Браун, где је млади Грант провео скоро цело детињство и рану младост.
Године 1839. Томас Л. Хејмер, адвокат из Џорџтауна и члан Заступничког дома Конгреса, препоручио је Гранта као питомца америчке војне академије у Вест Поинту. Његова службена препорука је примљена под именом Јулисиз Симпсон Грант, што је младом Гранту било велико олакшање када је коначно дошао у Вест Поинт. Наиме, Грант се бојао да би због иницијала H. U. G. - који су истоветни енглеској речи „hug“ (загрљај) - могао бити предмет задиркивања својих колега. Не знајући за Хејмерову препоруку, покушао је да се упише под именом Јулисиз Хајрам Грант, али су школске власти то одбиле, инсистирајући на имену Јулисиз Симпсон Грант. На крају је Грант одлучио да до краја живота користи ново име, али као Јулисиз С. Грант, и никад није објашњавао шта „С.“ у његовом имену значи.
Грант се у академском смислу није нарочито истакао на Вест Поинту, па је 1843. године дипломирао као 21. од 39 питомаца у класи. Међутим, током школовања је стекао репутацију изврсног јахача. На Академији је развио склоност према вискију, која ће га прогањати током живота, као и склоност према цигарама, којима многи приписују његову смрт.
Након што је добио чин поручника, Грант је служио у гарнизонима на западним границама САД. Приликом путовања је посетио плантажу Вајт Хејвен у близини Сент Луиса, где је живела фамилија Фредерика Дента, његовог пријатеља са Академије. Тамо је упознао Фредерикову сестру Џулију, с којом се верио 1844. године.
Венчање је прекинула дипломатска криза узрокована прикључењем Тексаса САД. С обзиром на то што Мексико није признао независност Тексаса, као ни његове јужне границе, председник Џејмс Полк је послао извиђачки корпус под генералом Закаријем Тејлором на северну обалу Рио Грандеа. Те снаге, међу којима је био и Грант, су се сукобиле са Мексиканцима у пролеће 1846. године, што је касније прерасло у Мексичко-амерички рат. Грант је учествовао у многим значајним биткама тога рата, укључујући и освајање града Мексика што је довело до завршетка рата. Грант је два пута био похваљен и привремено унапређен због храбрости.
Грант се 1848. године вратио у Сент Луис где се коначно оженио Џулијом. Она ће му касније родити три сина и кћер, и пратиће га по гарнизонима широм САД. Једини изузетак је био када је 1853. године послат у Форт Ванкувер у савезној држави Вашингтон и није могао сносити трошкове пута за породицу. Годину дана касније је унапређен у чин капетана и премештен у Форт Хамболт у Калифорнији. Дуготрајна раздвојеност од супруге га је окренула пићу, а алкохолизам потом учинио неспособним за вршење војних дужности. Његови претпостављени су му понудили да поднесе оставку како би избегао војни суд. Грант је пристао како би се придружио породици у Сент Луису.
Грант се тада привремено решио вискија, али његов цивилни живот није био обележен великим успесима. Покушао је да се бави земљорадњом око Сент Луиса, када је и купио једног роба. Затим је радио као продавац некретнина, да би се на крају нашао у Илиноису и запослио у очевој кожари у граду Галина.
Гранта, у то време, политика није превише занимала, за разлику од остатка САД. Није био члан ниједне странке, нити је гласао на изборима. Једини изузетак су били председнички избори 1856. године, када је дао глас демократском кандидату и будућем председнику Џејмсу Бјукенану. За Бјукенана је гласао делом зато што је сматрао да ће Бјукенан спречити отцепљење јужних држава, а делом зато што је у Калифорнији био лично упознао републиканског кандидата Џона Фримонта. Четири године касније, на најважнијим изборима у историји САД, Грант је апстинирао, иако му је демократа Стивен Даглас био дражи од Абрахама Линколна.

## Грађански рат
Када је у априлу 1861. председник Линколн, након јужњачког напада на Форт Самтер, упутио позив за 75.000 добровољаца, Грант је помогао при регрутовању једне чете, и довео је у Спрингфилд, главни град Илиноиса. Грант је одбио команду над том четом, а гувернер Ричард Јејтс му је дао задатак да регрутује добровољце по држави. Грант је упорно захтевао команду на фронту, и Јејтс га је, сазнавши за диплому са Вест Поинта, именовао пуковником и 17. јуна 1861. доделио команду над недисциплинованим 21. пешадијским пуком Илиноиса.
Та јединица је послата у Мисури, робовласничку државу која је формално остала верна Унији, али у којој је било много присталица новостворене Конфедерације. Грант је тамо неколико месеци провео увежбавајући људство и уводећи дисциплину међу углавном неискусне добровољце. 7. августа је именован за бригадног генерала, а након тога је стављен под команду свог познаника, а сада генерала, Фримонта.
Прва озбиљна Грантова акција је била окупација Падјуке, града у држави Кентаки која се била прогласила неутралном у спору између Севера и Југа. То је био одговор на јужњачку окупацију Коламбуса којом је прекршена та неутралност. Први већи окршај с јужњацима је била битка код Белмонта у новембру 1861. године. Битка је завршена тактички неодлученом, али је Грант стекао вредно искуство и сазнање да су јужњачке снаге у најгорем случају по квалитету једнаке његовим трупама.
Грант је у фебруару 1862. године покренуо, уз помоћ речне ратне флотиле, офанзиву с циљем да се освоје важне јужњачке тврђаве Форт Хенри и Форт Донелсон. Након освајања Форт Хенрија, код опсаде Форт Донелсона су га напали јужњаци, покушавајући да разбију обруч. Грант их је поразио, а потом команданту јужњачког гарнизона послао ултиматум којим тражи „безусловну предају“. Ултиматум је прихваћен. Тада се предало 14.000 јужњака што је представљало, до тада, највећу победу северњачких снага у Грађанском рату. Грант је због тога добио надимак „Безусловна предаја“ (енгл. Unconditional Surrender), а популарност у северњачкој јавности му је нагло порасла.
Грантов претпостављени, генерал Хенри Халек, му је завидео на популарности, па је покушао да га смени, али га је Линколнова интервенција вратила на положај. Грантова војска је почетком априла код Шилоа била изненађена од стране јужњачке војске са Албертом Сиднијем Џонстоном на челу. Испочетка су северњачке снаге потиснуте, али је Грант успео да стабилизује ситуацију до доласка појачања и да следећи дан организује велики и успешан противнапад. Иако је однео велику победу, а Џонстон погинуо, у америчкој јавности је до тада незамисливи број погинулих - 23.000 мртвих и рањених на обе стране - изазвао бес и захтеве за Грантовом сменом. Грант је овај пут сачувао свој положај само захваљујући интервенцији свог доброг пријатеља Вилијама Т. Шермана.
Сљедећих неколико мјесеци је Грант учествовао у операцијама снага Уније у западном Тенесију, а потом га је заокупио план освајања Виксбурга - кључног јужњачког утврђења којом се контролисала Мисисипи. Након неколико безуспјешних покушаја у прољеће је лансирао сложену операцију током које је, супротно дотадашњим начелима ратовања, оперисао у непријатељском подручју без властите логистичке базе. Циљ је био постићи што је могуће већу мобилност и спријечити јужњаке да против њега концентришу надмоћне снаге.
Грантова виксбуршка операција - коју многи држе једном од најблиставијих у историји ратовања - је прво освајањем града Џексона у Мисисипију одсекла Виксбург од линија снабдевања, а потом након битке код Чемпион Хила стерала јужњачке снаге у зидине Виксбурга. Опсада града се завршила јужњачком предајом 3. јула 1863. Њоме је Конфедерација пресечена напола, а Север стекао контролу над кључном прометном артеријом. Уз битку код Гетисбурга, која се завршила исти дан, тај се догађај држи прекретницом након које Југ више није имао никакве шансе добити рат.
Међутим, рат се наставио. У септембру су јужњаци предузели офанзиву у источни Тенеси, поразили северњаке у бици код Чикамуге и блокирали северњачки гарнизон у граду Чатануга. Грант је у октобру успео деблокирати гарнизон, а у новембру у одлучној бици код Чатануге тешко поразити јужњаке те тако створити базу за будући продор у Џорџију.
Све је то Линколна увјерило да је Грант права личност за место врховног команданта снага Уније. На то је место именован у марту 1864. те је одмах разрадио стратегију којој је циљ био Конфедерацију напасти из неколико праваца истовремено, раздвојити на неколико делова те је лишити сировина и других ресурса за даље вођење рата.
Сам Грант је лично преузео команду над Армијом Потомак, чији је циљ био директно напасти јужњачке снаге у Вирџинији и освојити главни град Конфедерације Ричмонд. У мају се тим снагама супротставила Армија Северне Вирџиније на челу с генералом Лијем. Њихов први окршај у Вилдернесу завршио је тактичким поразом Северњака, али је Грант, умјесто да се повуче и попуни губитке, наредио наставак напредовања на југ и тако присилио самог Лија на повлачење. То је довело до крвавих битака код Спотсилваније и Колд Харбора гдје Лијеви тактички успеси нису успели спречити северњачко напредовање и избијање пред Ричмонд гдје је у јуну отпочео позициони рат.
Грантове снаге су претрпјеле тешке губитке, али их Грант, за разлику од Лија, није могао надокнадити. У међувремену је Шерман успјешно пробио јужњачке линије и у својем маршу на море опустошио Џорџију и Јужну Каролину, лишивши Југ хране и других ресурса.
Исцрпљени јужњаци нису више могли пружати отпор ни Гранту. У марту су ровови испред Ричмонда пробијени, а потом заузет јужњачки главни град. Лијеве снаге су покушали побећи, али их је Грант сустигао и натјерао на предају код Апоматокса 9. априла 1865. Тај се дан обично узима као завршетак грађанског рата.
Грант је приликом предаје инсистирао да се према пораженом непријатељу добро поступа, како би се што више очувао његов понос и тако олакшало национално помирење након рата који је и дан-данас најкрвавији у америчкој историји.

## Грант као поратни генерал
У периоду непосредно након рата Грант је уживао зенит популарности. Нови предсједник Ендру Џонсон, замјеник убијеног Линколна, именовао га је првим генералом армије у америчкој историји.
Сам Грант је испочетка остао веран својој традицији немијешања у политику, али је с временом дошао у сукоб, прво с радикалним републиканцима у Конгресу који су инсистирали на окупацијском режиму који би увео нужне реформе у јужним државама. Грант је 1866. пратио Џонсона на националној турнеји, како би својим ауторитетом помогао предсједникову помирљиву политику према пораженим јужњацима.
Међутим, када је Џонсон дошао у сукоб са секретаром рата Едвином Стентоном, Грант се окренуо републиканцима и почео подржавати њихов програм Реконструкције јужних држава. Формално је постао члан странке и у мају 1868. на републиканској конвенцији прихватио кандидатуру за предсједника. У новембру је релативно лако побиједио демократског кандидата Хорејшија Симора.

## Председник Грант
По доласку у Белу кућу, испоставило се да Гранту недостају политичко искуство како би успјешно могао обављати свој мандат. То су злоупотријебиле многе нечасне личности, те је Грантова администрација већ на самом почетку стекла репутацију легла корупције. Сам Грант, фрустриран низом скандала које није могао спријечити, све је више утјехе проналазио у пићу.
Ако се занемари корупција, његов први мандат је, с друге стране, био релативно успјешан. Грант је проводио програм Реконструкције на југу те настојао сузбити Кју клукс клан и очувати грађанска права нетом ослобођених робова. Истовремено су САД доживјеле економски бум, поготово на ратом непогођеном Сјеверу, као и на Западу, однедавно с остатком земље спојеним Трансконтиненталном жељезницом.
Захваљујући томе је Грант лако добио другу републиканску номинацију 1872. године. Иако се пред изборе 1872. године фракција републиканских незадовољника отцијепила, формиравши Либералну републиканску странку и заједно с демократима подржала Хориса Грилија, Грант је добио још већи број гласова.
Међутим, 1873. године је САД захватила велика економска криза. Следеће године су демократи освојили већину у Заступничком дому Конгреса, први пут након грађанског рата. Други мандат су обележили још гори корупцијски скандали него у првом. Због тога је Грант, свестан губитка популарности, одлучио да се не кандидује за трећи мандат.
Последњи Грантов важан председнички акт било је именовање посебне председничке комисије која је имала за задатак да реши спор око резултата председничких избора 1876. године. Та се комисија сматра заслужном за тзв. Компромис 1877. године, којим је за скоро цео један век цементирана расна сегрегација на Југу.
Грантова председничка администрација ужива неславну репутацију једне од најкорумпиранијих, а сам Грант се дуго сматрао једним од најгорих председника у америчкој историји. Међутим, у последње време такву Грантову репутацију амерички историчари мање тумаче стварним резултатима, колико последицом огромног разочарања савременика који су, с обзиром на Грантове ратне успехе, имали нереална очекивања када је реч о његовим политичким и државничким способностима.

## Грант након Беле куће
Грант је након одласка из Беле куће одлучио да путује по свету, па је тако постао први амерички председник који је посјетио Јапан, а 1879. је као арбитар у територијалном спору Јапана с Кином око острва Рјукју пресудио у јапанску корист.
При повратку у САД, Грант се понадао како би поновно могао бити изабран за председника. Међутим, његов покушај је 1880. године на републиканској изборној конвенцији лако сузбио Џејмс А. Гарфилд, који ће послије бити изабран за председника.
Грант се послије преселио у Њујорк, где је сву своју имовину уложио у посао који је водио берзански мешетар и самозвани „Наполеон финансија“ Фердинанд Ворд. Године 1884. фабрика је банкротирала и Ворд је побегао са свим новцем. Тако су Грант и његова породица остали без икаквих извора прихода, а исте је године Грант сазнао да болује од рака грла, највероватније изазваног његовом страшћу за цигарама.
Очајнички настојећи да прехрани породицу, Грант је пристао на понуду часописа Сенчури да за ситан хонорар опише своје ратне доживљаје у неколико чланака. Када их је прочитао познати писац и издавач Марк Твен, контактирао је Гранта и наручио целу књигу мемоара, овај пут за далеко бољу цену. Грант је након тога сву своју преосталу енергију уложио у пројект, довршивши књигу на самртној постељи, неколико дана пре смрти.
У књизи је описао свој рани живот, војничку каријеру, учешће у Мексичко-америчком рату, цивилни живот између ратова, те завршио с тријумфом код Апоматокса. Иако је из своје биографије избацио неке компромитујуће детаље, као што су алкохолизам и држање робова, Мемоари представљају изузетно квалитетан приказ САД и Мексика средином 19. вијека, исто као и вриједан извор многих историјских података. У Мемоарима је Грант искористио прилику да искаже своје мишљење о многим важним догађајима, па је тако Мексичко-амерички рат назвао „злочином због ког је Бог Америку казнио грађанским ратом“. Међутим, мемоаре је завршио у оптимистичном тону, држећи како ће САД бити једна од главних светских сила у 20. вијеку.
Грантови мемоари су доживели велики успех и прехранили његову породицу. Данас се сматрају једним од најбољих војничких мемоара у историји, односно једним од највећих дела ове врсте у америчкој и светској књижевности.